# Agent Zero
L'Agente Zero (Agent Zero), il cui vero nome è Christoph Nord, è un personaggio dei fumetti, creato da Frank Tieri (testi) e Killian Plunkett (disegni), pubblicata dalla Marvel Comics. La sua prima apparizione avviene in Weapon X: The Draft n. 1 (ottobre 2002). Mentre la prima apparizione come Maverick avviene in X-Men (vol. 2) n. 5 (febbraio 1992), realizzato da John Byrne (testi) e Jim Lee (testi e disegni).

## Biografia del personaggio

### Vita passata
Christoph Nord nacque in Germania durante o poco dopo la Seconda Guerra Mondiale; nel dopoguerra, si ritrovò nella Germania Est e cominciò a lavorare per lo spionaggio occidentale, dapprima con piccoli compiti; sviluppando via via le sue doti (sia normali che mutanti), fu notato dalla CIA che lo inserì nel Team X, una squadra speciale d'assalto per le black ops, con il nome in codice Maverick; qui conosce Wolverine (ancora noto come Logan), Sabretooth (allora chiamato Victor Creed) ed altri soldati "speciali" (all'epoca la nozione di mutante era poco diffusa); in questo periodo assume il nome di David North, con cui lo stesso Logan lo chiamerà in seguito; alla chiusura del Team X Maverick lavorerà in proprio per un po' prima di finire tra le grinfie del programma Arma X.

### Arma X
Il programma Arma X, nome generico con cui si intende un sottoprogramma del progetto Arma Plus, reclutava con la forza umani dotati o superpotenziati (mutanti), allo scopo di renderli ulteriormente letali e controllarli in vari modi; in una miniserie di Uncanny X-Men pubblicata negli anni 2000, Grant Morrison sostenne che Arma Plus abbia creato fino a 15 supersoldati, di cui Maverick dovrebbe essere Arma XII (12, in numeri romani!), poiché Arma X è Wolverine, Arma XI è Will Wade, e Arma XIII è per sua stessa ammissione Fantomex.
Non si sa bene quando e come sia fuggito dal programma, forse in concomitanza con la fuga di Wolverine.
Anni dopo, durante la mini Braccato, Logan è accusato di aver ucciso un politico e contatta David North per avere informazioni; quando Wolverine è catturato con Bestia, Maverick si introduce nel carcere dove è rinchiuso ma viene affrontato da Sabretooth, ora agli ordini del nuovo programma Arma X; apparentemente ucciso, la sua maschera viene consegnata da Wolverine al giovane Chris Bradley, un mutante amico di Maverick.
Questi ha la capacità di controllare e generare energia elettrica, emettendola in varie forme; può usare scariche elettriche di vario voltaggio per fulminare i nemici e creare un campi elettromagnetici che può usare come scudo o per levitare nell'aria. Inoltre può controllare ogni dispositivo alimentato ad energia elettrica. Furioso per la morte di Maverick, Chris ne indossa il costume e si fa addestrare da Cable entrando nella sua squadra per affrontare Arma X.

### Agente Zero
Tutti ignorano che Maverick/North è stato portato da Creed direttamente nella sede di Arma X, dove il direttore Colcord gli offre una chance: morire dissanguato o farsi rigenerare e potenziare in cambio dell'asservimento totale al progetto. Non avendo molta scelta, North cede e viene praticamente resuscitato, restando con i capelli bianchi (inizialmente; disegni successivi non mostrano traccia del cambiamento); in più vengono potenziate le sue abilità di assorbire l'energia cinetica, e riceve un enzima impiantato nel corpo, che genera acido; questo trucco è pensato per ridurre all'impotenza nemici con poteri rigeneranti; per non essere individuato, l'odore emanato dal corpo è stato cancellato (neanche Wolverine e Sabretooth possono percepirlo), e la sua nuova uniforme è composta di vibranio per assorbire le vibrazioni e le scariche energetiche. Il suo nuovo vestito è una mimetica verde da commando militare; in aggiunta, per non farsi riconoscere chiede ed ottiene una maschera, un passamontagna con un visore sugli occhi. Colcord gli dà il nome Zero, e il vice direttore Jackson lo definisce "l'esercito in un solo uomo".
Da quel momento, Zero svolge missioni sporche per Arma X; quando Sabretooth tradisce Arma X e tenta di uccidere Wolverine, fallendo per poco, il programma lo insegue ma Creed comincia a mietere vittime tra le possibili reclute (ha copiato i file del programma su tutti i mutanti della Terra!) e gli stessi agenti; vista la situazione, il direttore invia Zero e cercare Sabretooth e riportarlo indietro, cosa che North esegue.
Quando Arma X viene sbaragliata e respinta dal gruppo di Cable, Zero non fa nulla per aiutarli ma nota il "nuovo Maverick"; volendo vederci chiaro, lo segue e tra i due avviene una colluttazione involontaria, che termina con la morte di Maverick/Chris Bradley; in punto di morte, questi non fa in tempo (presumibilmente) ad accorgersi che Zero/North si è smascherato e lo piange.
Chiusa la questione, Zero/Maverick torna ad Arma X e qui sorprende Fantomex a caccia di risposte; entrambi hanno trovato la parola Roanoke come solo indizio, e seguendolo si incontrano con Wolverine nel luogo dove un tempo sorgeva una cittadina con quel nome; disgraziatamente, per via di una leggenda riguardante un villaggio omonimo e della lontananza dai grandi centri abitati, Roanoke fu scelta dal professor Thornton (direttore dell'originale Arma X) per testare la capacità di controllare Wolverine ed indurlo a compiere massacri ingiustificati. Logan massacrò tutti gli abitanti senza eccezione, e le squadre di pulizia di Arma X bruciarono tutto e fecero sparire ogni prova.
Qui compare John Sublime, un nuovo nemico degli X-Men che fu tra gli assistenti del professor Thornton, finendo poi per salire di grado e passare direttamente ad Arma Plus; dopo la fine di Arma X, Sublime offrì una nuova possibilità a Malcolm Colcord, mettendolo a capo del nuovo Arma X, ma il tradimento di Brent Jackson (un ex agente SHIELD passato ad Arma X) al momento della attacco di Cable e i suoi ha rotto il patto tra i due; da allora Arma X è entrata in clandestinità. Sublime li lascia alle sue creature, insinuando che uno dei tre è ancora schiavo del programma senza saperlo. La storia finisce con Maverick/Zero e Wolverine che si allontanano dai rottami di EVA, l'astronave senziente creata dal sistema nervoso di Fantomex.

### Decimation
Dopo l'M-Day, il numero dei mutanti sulla Terra è stato ridotto a solo 198 individui su diversi milioni in precedenza. Maverick è tra quelli colpiti, e Wolverine lo incontra in un rifugio per mutanti senza poteri messo su da Jubilee, altra vittima del fenomeno; l'incontro si svolge nella serie regolare Origini, in cui Logan ha recuperato tutti i suoi veri ricordi ma resta ancora con domande in sospeso; il canadese è venuto a chiedere all'ex-collega dove ha messo un certo oggetto affidatogli molti anni prima, ma la risposta viene interrotta dall'irruzione di Omega Red.

## Poteri ed abilità
Prima degli eventi di Decimation, Zero possedeva varie abilità mutanti. La principale era quella di assorbire l'energia cinetica provocata da scoppi, esplosioni, onde d'urto e bombe. Dopo aver partecipato al progetto Arma X più di una volta, quest'abilità è andata via via aumentando di potere; da che riusciva solo ad assorbire energia cinetica, Zero riesce ad immagazzinarla e ad espellerla sotto forma di potenti esplosioni e, inoltre, riesce ad indirizzarla nelle mani e nei piedi, aumentando notevolmente la potenza degli arti nel combattimento corpo a corpo. Durante il progetto Arma X gli viene iniettata nel corpo uno speciale enzima corrosivo; questo enzima, che può emettere dalla punta delle dita, è stato creato apposta per attaccare coloro che dispongono di un fattore rigenerante, infatti l'enzima, entrando in circolo nell'organismo di un mutante con fattore di guarigione, subisce l'effetto contrario, ovvero i suoi tessuti non guariscono ma si distruggono pian piano, fino a portarlo alla morte. Oltre a ciò, è esperto nell'uso di molte armi, quali pistole, mitra, bazooka, e in più dispone di un armamentario fornitogli apposta per lui, che comprende bombe termiche, pistole laser, pistole con proiettili d'adamantio, un coltello rivestito del medesimo materiale, e una speciale tuta al vibranio (lo stesso materiale di cui è fatto il costume di Pantera Nera).

## Altri media

### Cinema
Nella serie di film X-Men, Agent Zero è interpretato da Daniel Henney. In questa versione il suo nome è David North ed è un abile combattente e tiratore scelto, maestro nell'uso di molte armi. Compare in:
- X-Men le origini - Wolverine (2009)

### Televisione
Agent Zero compare in:
- Insuperabili X-Men
- Wolverine e gli X-Men
- Marvel Super Heroes: What The--?!

## Influenza culturale
Il giocatore professionista dell'NBA Gilbert Arenas, possedendo il numero 0, è stato soprannominato Agent Zero.